# Don't Start Me Talkin'
«Don't Start Me Talkin'» (також «Don't Start Me to Talkin'») — пісня американського блюзового музиканта Сонні Бой Вільямсона II (Райс Міллер), випущена синглом у 1955 році лейблом Checker. Це перший сингл для Вільямсона на Checker; того ж року він посів 3-є місце в чарті Rhythm & Blues Records журналу «Billboard». 1996 року пісню занесено до Зали слави блюзу.

## Оригінальна версія
Сонні Бой Вільямсон II (Райс Міллер) з 1950 по 1954 роки записувався для Trumpet Records у штаті Міссісіпі, однак лейбл, щоб погасити борги через фінансові проблеми, продав контракт музиканта власнику фабрики з виготовлення платівок Бастеру Вільямсу, а той у свою чергу перепродав його Chess Records в Чикаго. 12 серпня 1955 року відбулась перша сесія для Вільямсона II для Checker Records (дочірньому лейблі Chess), на якій була записана, зокрема, і «Don't Start Me Talkin'». На сесії Вільямсону (вокал і губна гармоніка) акомпанували Отіс Спенн на фортепіано, Мадді Вотерс і Джоді Вільямс (обидва — гітара), Віллі Діксон на контрабасі та Фред Білоу на барабанах.
«Don't Start Me Talkin'» вийшла у вересні 1955 року на синглі (Checker 824; на 7" 45 і 10" 78) через місяць після запису із «All My Love in Vain» на стороні «Б». Того ж року пісня потрапила у чарт журналу «Billboard», де посіла 3-є місце в хіт-параді Rhythm & Blues Records.
Обидві пісні із синглу були включені до дебютного альбому Вільямсона, Down and Out Blues, що вийшов на Checker 1959 року. 1996 року оригінальна версія пісні була занесена до Зали слави блюзу (в категорії «Класичний блюзовий запис — пісня»).

## Інші версії
Пісню записали інші виконавці, зокрема Лайтнін Слім (1965), Джеймс Коттон для дебютного альбому The James Cotton Blues Band (1967), Джуніор Веллс для концертного альбому Live at the Golden Bear (1969), Фентон Робінсон для Monday Morning Boogie and Blues (1971), New York Dolls для Too Much Too Soon (1974), Луррі Белл і Біллі Бранч для Chicago's Young Blues Generation' (1982), Рорі Галлагер для Defender (1987), Пайнтоп Перкінс для Pinetop Perkins With Chicago Beau and The Blue Ice Band (Vinir Dóra) (1992), Етта Джеймс для Blues to the Bone (2004), Віллі «Біг Айз» Сміт для Way Back (2006) та ін.